# The Gathering Storm (téléfilm, 1974)
Cet article concerne le téléfilm de 1974. Pour le téléfilm de 2002, voir The Gathering Storm.

The Gathering Storm est un téléfilm biographique britannique d'Herbert Wise diffusé en 1974 et retraçant la vie de Churchill de 1936 à 1940. Coproduit par la BBC et la NBC, il est interprété par Richard Burton (Winston Churchill). 

## Fiche technique
- Titre : The Gathering Storm ; Walk with Destiny (titre alternatif)
- Titre français :
- Réalisation : Herbert Wise
- Scénario : Colin Morris d'après les mémoires de Winston Churchill
- Pays :  Royaume-Uni
- Langue : anglais
- Genre : biographique
- Durée : 75 min. (1h15)
- Dates de première diffusion : 
  - Royaume-Uni : 1er décembre 1974 (BBC1)

## Distribution
- Richard Burton : Winston Churchill
- Virginia McKenna : Clementine Churchill
- Angharad Rees : Sarah Churchill
- Lesley Dunlop : Mary Churchill
- Clive Francis : Randolph Churchill
- Thorley Walters : Stanley Baldwin
- Robin Bailey : Neville Chamberlain
- Robert Beatty : Lord Beaverbrook
- Michael Elwyn : Anthony Eden
- Ian Bannen : Adolf Hitler
- Robert Hardy : Joachim von Ribbentrop
- John Phillips : Von Brondorff
- Geoffrey Bayldon : Kurt von Schuschnigg
- Steve Plytas : Maisky
- Ian Ogilvy : Édouard VIII
- Denis Lill : George VI
- Patrick Stewart : Clement Attlee
- Edward Evans : David Lloyd George